# وسین
وسین (به آلمانی: Wessin) یک منطقهٔ مسکونی در آلمان است که در سریویتز واقع شده‌است. وسین ۴۳۸ نفر جمعیت دارد.